# Луцій Фурій Медуллін (військовий трибун з консульською владою 381 року до н. е.)
Лу́цій Фу́рій Медуллі́н (також — Луцій Фурій Медуллін Фуз, лат. Lucius Furius Medullinus; IV століття до н. е.) — державний і військовий діяч Римської республіки, військовий трибун з консульською владою (консулярний трибун) 381 і 370 років до н. е., цензор 363 (або 358) року до н. е.

## Біографічні відомості
Належав до патриціанського роду Фуріїв, його гілки Медуллінів. Ймовірно його братом був Спурій Фурій Медуллін, військовий трибун з консульською владою 378 року до н. е.

### Перша трибунська каденція
381 року до н. е. його було обрано військовим трибуном з консульською владою разом з Марком Фабієм Амбустом, Марком Фурієм Каміллом, Луцієм Лукрецієм Триципітіном Флавом, Авлом Постумієм Альбіном Регілленом, Луцієм Постумієм Альбіном Регілленом, Марком Фабієм Амбустом. Проти усіх правил бойові дії очолив Марк Фурій Камілл, а Луцій Фурій Медуллін за жеребом став його заступником. Війну вели проти вольськів і пренестинців. Коли війська вишукались одне проти одного Луцій Фурій дорікнув, що Марк Фурій невиправдано вичікує та не атакує супротивника. Тоді Марк Фурій передав керування військами Луцію Фурію. Однак римська атака була невдалою, римляни побігли, але вчасне втручання Марка Фурія відвернуло катастрофу. Тим не менш коли через певний час римський сенат запропонував Марку Фурію вибрати собі заступника у війні проти міста Тускулум, той вибрав саме Луція Фурія. 

### Друга трибунська каденція
У 370 році до н. е. його було вдруге обрано військовим трибуном з консульською владою цього разу разом з Сервієм Корнелієм Малугіненом, Гаєм Валерієм Потітом, Сервієм Сульпіцієм Претекстатом, Авлом Манлієм Капітоліном і Публієм Валерієм Потітом Публіколою. Згадок про якісь дії військових трибунів під час цієї каденції немає.
363 (або 358) року до н. е. Луція Фурія було обрано цензором разом з Марком Фабієм Амбустом. Після цього згадок про подальшу долю Луція Фурія Медулліна немає. 